# Neusa Hamada
Neusa Hamada (Brasil, 13 de outubro de 1961), é uma bióloga brasileira, pesquisadora titular III do Instituto Nacional de Pesquisas da Amazônia (INPA). Em 2023, recebeu a Ordem Nacional do Mérito Científico.

## Biografia
Neusa Hamada concluiu o curso de graduação em Ciências Biológicas e o Mestrado em Entomologia pelo INPA, e o Doutorado na mesma área, pela Clemson University, nos Estados Unidos.

## Prêmios
- 2023 -  Ordem Nacional do Mérito Científico.[2]

## Associações
É membro das seguintes instituições:
- Conselho da Coordenação de Biodiversidade do Inpa,
- Comitê de pré-enquadramento do Programa de Capacitação Institucional (PCI).